# Bini-Pergamentflügel-Fledermaus
Die Bini-Pergamentflügel-Fledermaus (Myopterus whitleyi, Syn.: Mormopterus whitleyi) ist eine in Subsahara-Afrika vorkommende Fledermausart der Gattung der Pergamentflügel-Fledermäuse.

## Beschreibung
Die Bini-Pergamentflügel-Fledermaus ist eine kleine Fledermausart, die Unterarmlänge beträgt zwischen 33 und 36 mm. Die gesamte Körperlänge inklusive Schwanz beträgt etwa 81 bis 99 mm. Der Schwanz ragt wie bei anderen Vertretern der Familie der Bulldoggfledermäuse aus der Schwanzflughaut heraus. Die langen, schmalen Flügel sind weißlich-gelb bis transparent gefärbt, was typisch für die Gattung der Pergamentflügel-Fledermäuse ist. An den Flanken befindet sich an der Basis der Flügel ein heller Fellstreifen. Das Rückenfell ist dunkelbraun, die Bauchseite im Kontrast hierzu weißlich gefärbt. Die schmalen, spitz zulaufenden Ohren stehen weit auseinander und sind nicht zusammengewachsen. Die Lippen sind unbehaart.

## Systematik & Verbreitung

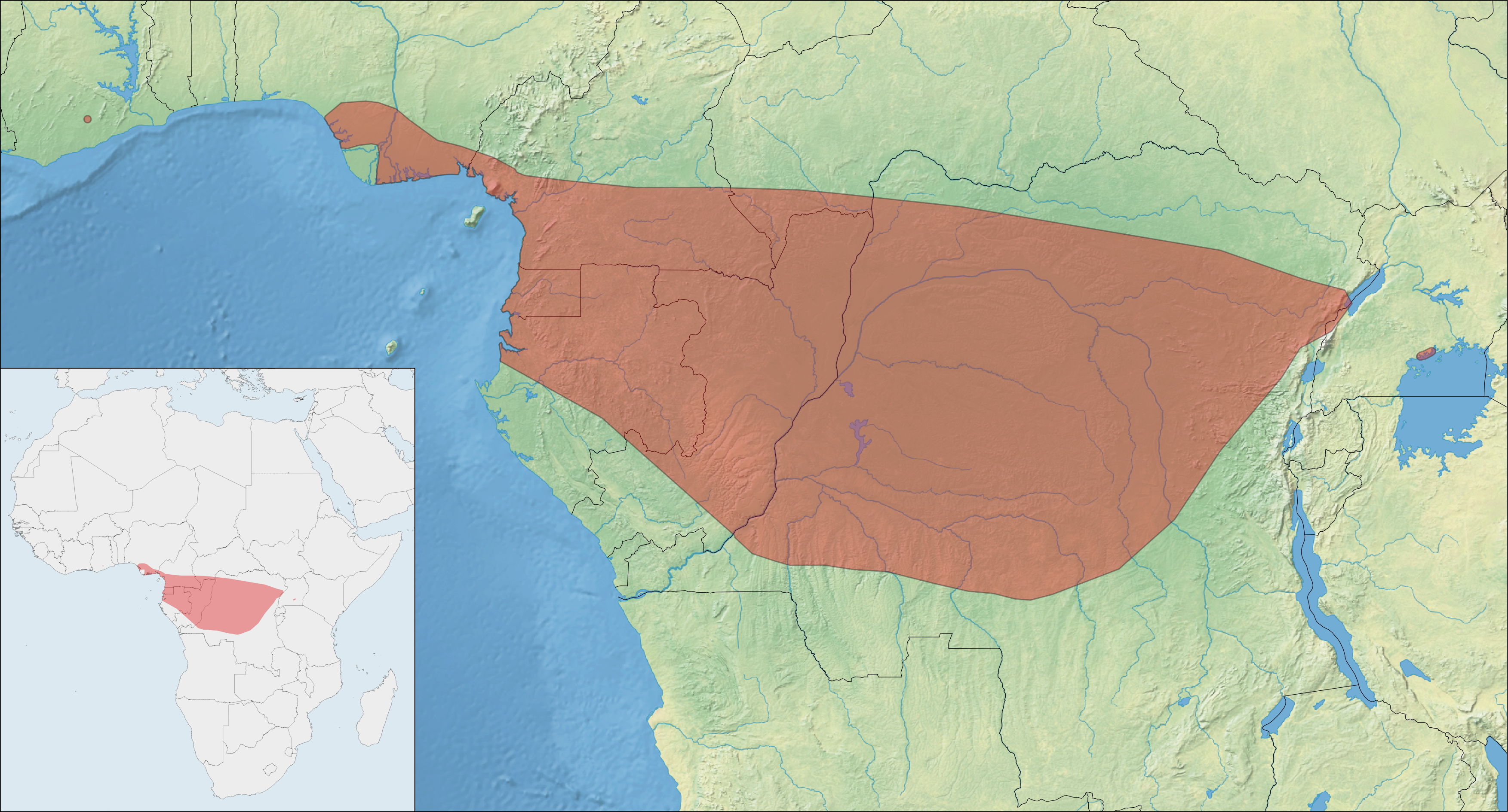
Verbreitungsgebiet der Bini-Pergamentflügelfledermaus

Die Art kommt im Kongobecken vor. Nachweise gibt es aus Kamerun, der Demokratischen Republik Kongo, der Zentralafrikanischen Republik, Gabun, Ghana und Nigeria. Der östlichste Nachweis stammt aus Uganda. Es werden keine Unterarten unterschieden.

## Lebensweise
Die Bini-Pergamentflügel-Fledermaus kommt in tropischen Regenwäldern und angrenzenden Waldrändern vor. Tagsüber ruhen die Tiere in kleinen Gruppen frei hängend zwischen dem Laub der Bäume.

## Etymologie & Forschungsgeschichte
Der Holotypus der Bini-Pergamentflügel-Fledermaus wurde von Dr. J. C. Whitley in Nigeria nahe Benin City gesammelt und Robert Francis Scharff zur Identifikation zur Verfügung gestellt. Dieser beschrieb 1900 die neue Art unter dem Namen Mormopterus whitleyi. Das Artepithon ehrt Dr. J. C. Whitley.

## Gefährdung
Seitens der IUCN wird die Art auf Grund des großen Verbreitungsgebiets und der vermutlich großen Populationsgröße als nicht gefährdet („least concern“) eingestuft.